# 여천초등학교 (울산)
여천초등학교는 대한민국 울산광역시 남구 야음동에 있는 초등학교다.

## 학교 연혁
- 1968년 3월 10일 여천국민학교 개교(10학급)
- 1973년 3월 22일 현 위치로 이전
- 1996년 3월 1일 여천초등학교로 명칭 변경
- 2003년 3월 1일 특수여건 학교 지정
- 2007년 5월 31일 삼성석유화학 1교 1사 자매결연
- 2018년 11월 16일 다목적강당(여천관) 개관식
- 2019년 9월 1일 제23대 김윤주 교장 부임
- 2019년 12월 31일 제51회 졸업식(22명, 총 9,643명)
- 2020년 3월 1일 6학급 편성
- 2025년 3월 1일 13학급 편성

## 참고 자료
- 여천초등학교 - 한국교육학술정보원 학교알리미